# František Ambrož (odbojář, 1894)
František Ambrož (14. listopadu 1894 Vysoké Mýto – 15. dubna 1980 New York) byl český protinacistický odbojář, politický vězeň a emigrant. Působil v Praze, v Chebu, v SRN a v New Yorku v USA.
Politický pracovník, emigrant, veřejně činný. Patřil mezi členy druhého odboje.

## Životopis
Narodil se do nábožensky smíšené rodiny - otec Vincenc Ambrož byl katolík, matka Anna, roz. Hančlová, evangelička. Po absolvování vodotechnické školy ve Vysokém Mýtě pracoval technický úředník různých stavebních podniků. Od 15. listopadu 1920 působil jako úředník technické kanceláře zemědělské rady v Praze. Za činnost za v ilegální skupině pluk. Balabána, Josefa Mašína a Morávka Tři králové byl během německé okupace odsouzen v Berlíně k šesti letům vězení. 5. května 1945 byl s příchodem americké armády vedené generálem Pattonem při osvobozování Československa od nacistických okupantů, ustanoven americkou vojenskou správou tajemníkem ONV v Chebu. Po návratu do Prahy (26. května 1945) se stal tajemníkem místopředsedy Zemského národního výboru v Praze. Od 1945 působil ve funkcích v Čs. straně národně socialistické. 24. března 1948 unikl vykonstruovanému politickému procesu, zahájenému s nastolenou komunistickou vládní diktaturou odchodem do SRN. V roce 1950 pak odešel do Spojených států. Usadil se v New Yorku. Byl činný v exilových a krajanských organizacích. Zemřel tam v roce 1980.